# Ludwinów (Krakau)

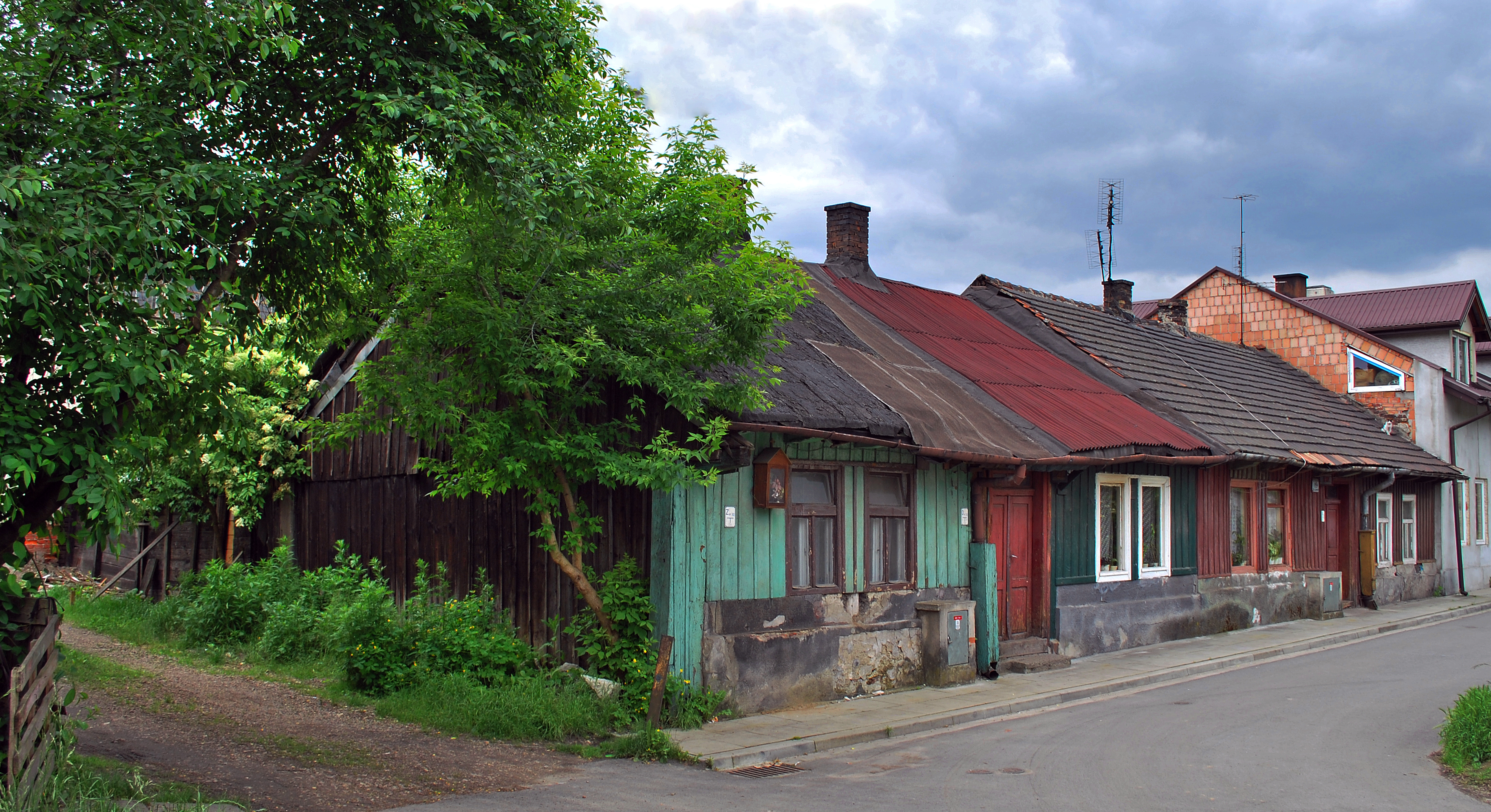
Die ältesten Häuser aus dem 19. Jahrhundert

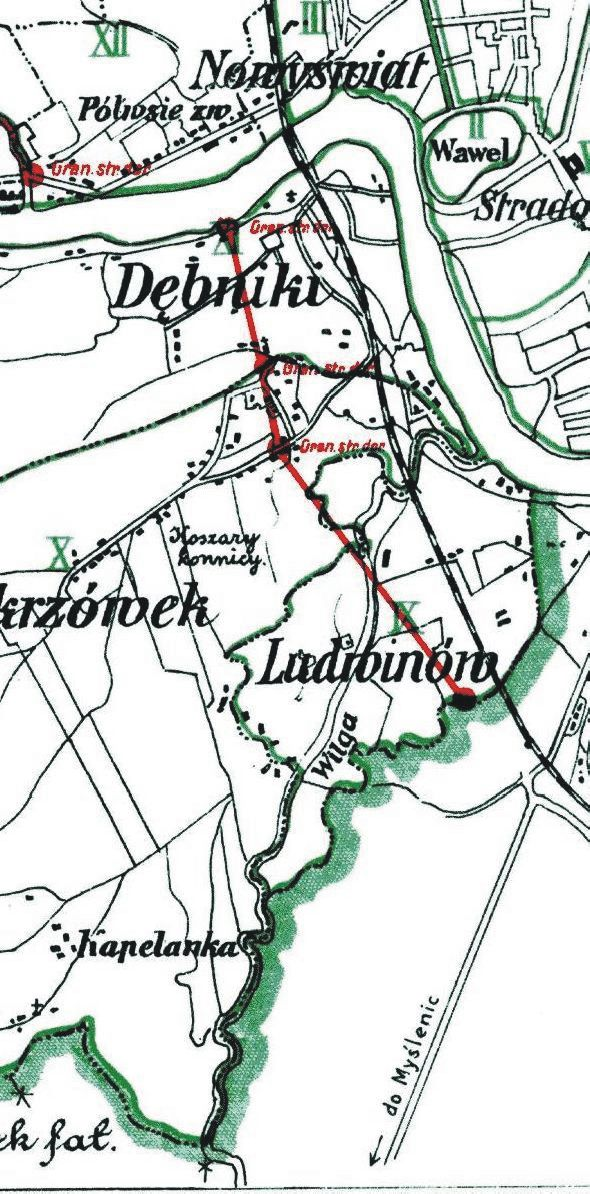
Ludwinów nach der Eingemeindung nach Krakau

Ludwinów ist ein Stadtteil von Krakau im Verwaltungsbezirk Dębniki, am südlichen Ufer der Weichsel in Polen.

## Geschichte
Erst im Jahr 1726 wurde die Erwähnung von Blona im Jahr 1377 als Ludwinów identifiziert. Der Ort war eher mit der Stadt Kazimierz als mit Krakau verbunden. Der heutige Name erschien erstmals im Jahr 1732, als er vom Krakauer Bischof Konstanty Felicjan Szaniawski am Theologischen Seminar in Stradom verliehen wurde. Der besitzanzeigende (Suffix -ów) Ortsname ist vom Personennamen Ludwin (Lutwin) abgeleitet.
Politisch zählte der Ort zunächst zum Königreich Polen (ab 1569 in der Adelsrepublik Polen-Litauen), Woiwodschaft Krakau, Kreis Szczyrzyc. Bei der ersten Teilung Polens kam Ludwinów 1772 zum neuen Königreich Galizien und Lodomerien des habsburgischen Kaiserreichs (ab 1804). Östlich des Dorfs gründeten die Österreicher die Josefstadt, heute Podgórze. 1787 wurde der südöstliche Teil von Ludwinów der Josefstadt/Podgórze angeschlossen. Ab dem Jahr 1855 gehörte Ludwinów zum Bezirk Podgórze.
Im Jahr 1887 wurde eine Holzbrücke über die Weichsel eröffnet, was zu einer größeren Suburbanisierung führte, und zwar mit dem größten Bevölkerungswachstum in der Umgebung von Krakau in den Jahren 1880 bis 1900 (von 316 auf 2108, oder 667,09 %). Die Nähe von Podgórze führte zur Industrialisierung.
Im Jahr 1900 verfügte die Landgemeinde Ludwinów über eine Fläche von 44 Hektar mit 94 Häusern und 2089 Bürgern, davon waren alle Einheimischen polnischsprachig (2.014). Die Mehrheit der anwesenden Bevölkerung war römisch-katholisch (1.958), im Dorf lebten außerdem 124 Juden. Die Bevölkerungsdichte war 4.541 Einwohner je Quadratkilometer.
1911 wurde die Gemeinde nach Krakau eingemeindet, vier Jahre vor Podgórze.
Im Jahr 1921 hatte der Stadtteil IX. Ludwinów 127 Gebäude mit 2.840 Einwohnern. In diesem Jahr wurde der Fußballverein Lauda Kraków in Ludwinów gegründet, ab dem Jahr 1924 von Polskie Zakłady Garbarskie gesponsert. In der Mitte der Zwischenkriegszeit wurde der Verein unter dem Namen Garbarnia Kraków damals zu einer der erfolgreichsten Mannschaften in Polen.
Das alte Ludwinów aus der Vorkriegszeit, das in Liedern von Jerzy Petersburski, Gedichten von Andrzej Włast, oder in einem Vaudeville von Stefan Turski verewigt wurde, ist heute untergegangen. 1973 wurde z. B. an der Stelle des Stadions von Garbarnia das moderne Hotel Forum gebaut.

## Persönlichkeiten
- Aleksander Kotsis (1836–1877), polnischer Maler